# Liste der Baudenkmäler in der Kommune Qeqertalik

Kommunen und Distrikte Grönlands

Die Liste der Baudenkmäler in der Kommune Qeqertalik umfasst alle geschützten Gebäude und Bereiche in der grönländischen Kommune Qeqertalik. Für Erklärungen siehe die Liste der Baudenkmäler in Grönland.

## Distrikt Qasigiannguit

### Qasigiannguit
| Typ                                 | Nr.   | Beschreibung | Baujahr               | Datum            | Bild | Beleg |
| ----------------------------------- | ----- | --- | --------------------- | ---------------- | ---- | ----- |
| Denkmalschutz                       | B-4   | Das Gebäude wurde an der früheren Position des Orts bei dessen Gründung 1734 errichtet. Es ist das älteste erhaltene Holzhaus und das erste Stockwerkhaus Grönlands und das einzige, das in norwegischer Bauweise errichtet wurde, wie die Form der Standhölzer zeigt. Obwohl Qasigiannguit bereits 1763 an seine heutige Stelle verlegt wurde, wurde das Gebäude erst 1804 an seine heutige Position versetzt. Das Gebäude diente anfangs als Wohnhaus der Handelsbediensteten, später als Laden und seit 1984 ist darin das Qasigiannguit-Museum untergebracht. | 1734                  | 2. November 1998 |      |       |
| erhaltenswürdig                     | B-2   | Dienstwohnung | 1932                  | —                |      |       |
| erhaltenswürdig                     | B-3   | Das Poul Egedes Hus (deutsch Poul Egedes Haus) genannte Stockwerkhaus diente als Wohnung des Handelsverwalters und Büro und wurde 1988 vom Museum übernommen. | 1752                  | —                |      |       |
| erhaltenswürdig                     | B-5   | | ????                  | —                |      |       |
| erhaltenswürdig                     | B-7   | | ????                  | —                |      |       |
| erhaltenswürdig                     | B-8   | Dienstwohnung | 1940er                | —                |      |       |
| erhaltenswürdig                     | B-18  | Zimmerwerkstatt | 1940er                | —                |      |       |
| erhaltenswürdig                     | B-50  | Die alte Kirche ist ein bretterverkleideter Fachwerkbau mit Dachreiter mit Pyramidendach als Kirchturm. Später hat ein Anbau an der Nordseite stattgefunden, der die Achsensymmetrie des Gebäudes zerstört hat. | 1889                  | —                |      |       |
| erhaltenswürdig                     | B-51  | Die kleine Kapelle liegt direkt neben der alten Kirche und ist wie diese nicht mehr in Gebrauch. | ????                  | —                |      |       |
| erhaltenswürdig                     | B-69  | | ????                  | —                |      |       |
| erhaltenswürdig                     | B-257 | Das Gebäude der Kirchengemeinde wurde zwischen den 1920er und 1940er Jahren errichtet und später versetzt. Heute steht das bretterverkleiderte Fachwerkgebäude nahe der alten Kirche. Es hat einen hohen Sockel und wirkt durch seine Giebelständigkeit trotz der höheren Breite größer als es eigentlich ist. | zw. 1920er und 1940er | —                |      |       |
| erhaltenswürdig                     | B-356 | | ????                  | —                |      |       |
| besonders erhaltenswürdiger Bereich | D06   | Das Gebiet umfasst alle geschützten Gebäude der Stadt außer B-356. Das Gebiet ist relativ dünn bebaut, reich an Abhängen und der historische Ortskern der Stadt. | —                     | —                |      |       |
| erhaltenswürdiger Bereich           | A01   | Die Gebiete A01 und A10 sind schützenswert wegen der historischen Gebäude von Grønlands Tekniske Organisation und dem geordneten Wohnhausbau darum, durch den alle Gebäude frei stehen und Blick auf die Hafenbucht haben. | —                     | —                |      |       |
| erhaltenswürdiger Bereich           | A02   | Am Westrand der Stadt befinden sich mehrere einfach gebaute zweistöckige Wohnblocks aus den 1960er Jahren. | —                     | —                |      |       |
| erhaltenswürdiger Bereich           | A10   | Die Gebiete A01 und A10 sind schützenswert wegen der historischen Gebäude von Grønlands Tekniske Organisation und dem geordneten Wohnhausbau darum, durch den alle Gebäude frei stehen und Blick auf die Hafenbucht haben. | —                     | —                |      |       |
| erhaltenswürdiger Bereich           | C02   | Nördlich von A02 liegt das Krankenhaus von 1967, das sich in das Stadtbild an dieser Stelle einfügt und ebenfalls deswegen in einem kleinen schützenswerten Bereich liegt, der nur die Westspitze von C02 ausmacht. | —                     | —                |      |       |

### Ikamiut
| Typ                       | Nr.   | Beschreibung                                                                 | Baujahr | Datum | Bild | Beleg |
| ------------------------- | ----- | ---------------------------------------------------------------------------- | ------- | ----- | ---- | ----- |
| erhaltenswürdig           | B-44  | Fischerhaus/Fischfabrik                                                      | 1932    | —     |      |       |
| erhaltenswürdig           | B-47  | Warenlager                                                                   | 1908    | —     |      |       |
| erhaltenswürdig           | B-48  | Lager                                                                        | 1890    | —     |      |       |
| erhaltenswürdig           | B-49  | Die ehemalige Kirche wurde später in ein Restaurant umgebaut.                | 1890    | —     |      |       |
| erhaltenswürdig           | B-314 | Lagerschuppen                                                                | 1950er  | —     |      |       |
| erhaltenswürdig           | B-315 | Lagerschuppen                                                                | 1950er  | —     |      |       |
| erhaltenswürdig           | B-383 | Die Wohnung des Handelsverwalters stand zuvor in Killiit.                    | 1968    | —     |      |       |
| erhaltenswürdiger Bereich | B01   | Der Bereich enthält alle geschützten Gebäude im Dorf außer der alten Kirche. | —       | —     |      |       |

## Distrikt Qeqertarsuaq

### Qeqertarsuaq
| Typ                                 | Nr.   | Beschreibung | Baujahr | Datum            | Bild | Beleg |
| ----------------------------------- | ----- | --- | ------- | ---------------- | ---- | ----- |
| Denkmalschutz                       | B-67  | Die Kirche wurde von Helge Bojsen-Møller entworfen und durch den Kopenhagener Zimmermann P. Vedsted im Jahr 1913 gebaut. Sie hat eine einzigartige Form, wegen der sie den Spitznamen Vorherres Blækhus (deutsch Herrgotts Tintenfass) trägt. Der Mittelteil des Gebäudes besteht aus einem regelmäßigen Achteck, das von einem spitzen giebelständigen Satteldach bedeckt wird. An den beiden Traufenseiten befindet sich jeweils ein weiterer Anbau mit Fußwalmdach, wobei an der Chorseite der Walm deutlich über die Traufhöhe hinausreicht. Im Eingangsbereich befindet sich wiederum ein Vorhäuschen mit Satteldach, während im Zentrum ein Monitor mit Satteldach als Kirchturm dient. Das Gebäude ist in für Grönland typischem Schwedenrot gehalten mit weißen Sprossenfenstern. Die Ortgangunterseiten sind gold und die Türen blau, während die Dächer mit Schindeln bedeckt sind. Die Kirche wurde 1975 einem Ausbau durch den Architekten Ole Nielsen (1923–2000) unterzogen. Im Zuge dessen wurde der Kirchturm außer Funktion genommen. | 1913    | 2. November 1998 |      |       |
| Denkmalschutz                       | B-68  | Die als Leichenhaus genutzte Kapelle befindet sich seit 1975 an ihrer heutigen Stelle. Das Bauwerk ist ein bretterverkleideter Fachwerkbau. | 1915    | 2. November 1998 |      |       |
| Denkmalschutz                       | B-502 | Das Glockenhaus wurde mit dem Kirchenausbau im Jahr 1975 errichtet. Es handelt sich um einen Pfahlbau in Form eines Pyramidenstumpfs mit aufgesetztem Satteldach. | 1975    | 2. November 1998 |      |       |
| erhaltenswürdig                     | B-1   | Die alte Arktische Station von 1906 ist das älteste Forschungsgebäude in Qeqertarsuaq. Sie wurde von Morten P. Porsild gegründet. | 1906    | —                |      |       |
| erhaltenswürdig                     | B-2   | Das Gebäude dient als Wohnung für den Leiter der Arktischen Station. | 1948    | —                |      |       |
| erhaltenswürdig                     | B-3   | Das Gebäude ist die Wohnung des Assistenten an der Arktischen Station. | 1948    | —                |      |       |
| erhaltenswürdig                     | B-4   | Das Gebäude wurde 1913 errichtet und war der Sitzungssaal des nordgrönländischen Landesrats. Die letzte Sitzung in Qeqertarsuaq fans 1947 statt. Anschließend wurde es als Buchdruckerei und Schulgebäude genutzt. Das Gebäude hat einen Seitenflügel, was für Grönland eher ungewöhnlich ist. | 1913    | —                |      |       |
| erhaltenswürdig                     | B-5   | Das Wohnhaus des nordgrönländischen Inspektors bzw. später Gouverneurs ist ein um 1840 errichtetes Stockwerkhaus. 1850 wurde es ausgebaut. Bei einer Umbauphase Anfang der 1970er Jahre wurden Anbaue entfernt. Heute dient es als Museumsgebäude. Das Wohnhaus des höchsten Amtsträgers der früheren Kolonie steht auf einem Natursteinsockel und hat zwei Schornsteine auf seinem verschindelten Dach. Es hat Fensterläden und eine auffällige Konsolenkonstruktion im Eingangsbereich. Auf der Westseite befindet sich ein Balkon mit hinabführender Treppe. Westlich befinden sich zwei Nebengebäude, die ebenfalls Teil von B-5 ist und als verkleidete Fachwerkbauten errichtet wurden. Vom Wohnhaus führt eine sorgfältig ausgearbeitete Brücke namens Kongebroen (deutsch Die Königsbrücke) zum Wasser. Ihr Anfang wird von einem Walkiefertor markiert. | 1840    | —                |      |       |
| erhaltenswürdig                     | B-6   | Das Geophysische Laboratorium von 1927 fällt durch sein großes Zwerchhaus auf. | 1927    | —                |      |       |
| erhaltenswürdig                     | B-9   | Das Gebäude wurde teilweise als Walfängerhaus im Jahr 1778 errichtet. Das Stockwerkhaus wurde 1970 umgebaut, hat heute holzverkleidete Fassaden und ein Dach aus Dachpappe und ist seit 1979 durch den Anbau neuerer Gebäude deutlich vergrößert. Es dient als Krankenhaus. | 1778    | —                |      |       |
| erhaltenswürdig                     | B-11  | Näherei | 1948    | —                |      |       |
| erhaltenswürdig                     | B-12  | Die Bäckerei wurde 1935 errichtet und 1967 ausgebaut. | 1935    | —                |      |       |
| erhaltenswürdig                     | B-13  | Die Wohnung des Handelschefs stammt aus der Feder von Helge Bojsen-Møller. Es ist ein auffälliges Gebäude mit vier schwach hervortretenden Erkern jeweils rechts und links an den beiden Längsseiten, die alle jeweils zwei Ecklisenen haben, also insgesamt acht am ganze Gebäude. Fünf Gauben befinden sich am Gebäude und im Eingangsbereich ist ein Windfang. | 1923    | —                |      |       |
| erhaltenswürdig                     | B-15  | Der Laden wurde 1939 errichtet, 1967 ausgebaut und 1985 um einen weiteren Anbau ergänzt. | 1939    | —                |      |       |
| erhaltenswürdig                     | B-16  | Die Zimmerei wurde 1902 errichtet und später vermutlich ausgebaut. Die Fassaden sind mit Furniersperrholz bedeckt. | 1902    | —                |      |       |
| erhaltenswürdig                     | B-23  | Das Schwarzpulverlager ist ein kleines altes Steinhaus. | 1873    | —                |      |       |
| erhaltenswürdig                     | B-27  | Handwerks-/Schuhladen | 1967    | —                |      |       |
| erhaltenswürdig                     | B-33  | Das bretterverkleidete Fachwerkhaus wurde 1852 als Speckhaus errichtet und diente später als Lager. Eine Außentreppe führte früher in das Dachgeschoss. | 1852    | —                |      |       |
| erhaltenswürdig                     | B-34  | Das Gebäude diente früher als Gemüselager. Das Holzhaus wurde von außen mit Steinen und Torf versehen, so dass es wie ein altes Torfmauerhaus erscheint. Durch den fehlenden Nachschub an Torf verfällt das Gebäude. | 1950    | —                |      |       |
| erhaltenswürdig                     | B-69  | Die Wohnung des Pastors ist auffällig gebaut und wurde von Peter Anton Cortsen entworfen. Das Gebäude hat einen treppenartigen Aufbau, viele Dekordetails und wurde später um einen Anbau ergänzt. | 1909    | —                |      |       |
| erhaltenswürdig                     | B-70  | Das älteste Teil des Schulgebäudes wurde in den 1980er Jahren instand gesetzt. | 1928    | —                |      |       |
| erhaltenswürdig                     | B-86  | Das Gebäude ist das Wohnhaus des Telegrafisten. Es zeichnet sich durch seine Ecklisenen und die auffälligen Fensterrahmen aus. | 1925    | —                |      |       |
| erhaltenswürdig                     | B-208 | Das alte Archiv befindet sich zwischen dem Landesratsgebäude und der Inspektorenwohnung und dient heute als Werkstatt. Es besteht aus grobem Naturstein. Auf der Nordseite befindet sich ein Windfang. Das Satteldach ist mit Dachpappe belegt. | ????    | —                |      |       |
| erhaltenswürdig                     | B-276 | Das Kosmische Observatorium wurde 1938 errichtet und befindet sich auf einem kleinen Felsen. | 1938    | —                |      |       |
| erhaltenswürdig                     | B-287 | Das Gebäude wurde als Zahnklinik errichtet und ebenfalls in den 1980er Jahren instand gesetzt. | 1963    | —                |      |       |
| erhaltenswürdig                     | B-348 | Das heutige Gebäude der Arktischen Station ist ein großes bretterverkleidertes Gebäude auf einem Steinsockel mit Pultdach. Es wurde vom Architektenehepaar Nils und Eva Koppel entworfen. | 1965    | —                |      |       |
| besonders erhaltenswürdiger Bereich | B02   | Das Gebiet um die P. H. Rosendahlip Aqquserna mit B02 an der nördlichen Straßenseite und C02 an der südlichen bildet eine bauliche Einheit durch die vielen historischen Gebäude. | —       | —                |      |       |
| besonders erhaltenswürdiger Bereich | C02   | Das Gebiet um die P. H. Rosendahlip Aqquserna mit B02 an der nördlichen Straßenseite und C02 an der südlichen bildet eine bauliche Einheit durch die vielen historischen Gebäude. | —       | —                |      |       |
| besonders erhaltenswürdiger Bereich | C04   | Der Bereich umfasst unter anderem die Kirchengebäude und die Schule. | —       | —                |      |       |

## Distrikt Aasiaat

### Aasiaat
| Typ                                 | Nr.    | Beschreibung | Baujahr | Datum         | Bild | Beleg |
| ----------------------------------- | ------ | --- | ------- | ------------- | ---- | ----- |
| Denkmalschutz                       | B-24   | Die Wohnung des Kolonialverwalters wurde 1860 als letzte einer Reihe von Stockwerkbauten errichtet. Der Bau geht auf Zeichnungen eines Architekten Kyhn zurück. Ende der 1920er Jahre erweiterte man das Gebäude nach Plänen von Helge Bojsen-Møller. Dabei wurde das Zwerchhaus mit seinem Balkon eingebaut, das das Gebäude asymmetrisch erscheinen lässt. Heute beherbergt das Gebäude das Aasiaat-Museum. | 1860    | Dezember 2006 |      |       |
| Denkmalschutz                       | B-26   | Das Gebäude wurde von Johan Christopher Suhr gezeichnet und 1777 in Imerissoq errichtet. 1828 wurde es nach Aasiaat versetzt. Es diente als Wohnung des Walfängerkommandeurs. Im Laufe der Zeit erhielt das Gebäude, das ursprünglich nur 10×10 m maß, zahlreiche Aus- und Anbauten, darunter einen zweiten Stock in der Mitte des Gebäudes.                                                                  | 1777    | Dezember 2006 |      |       |
| Denkmalschutz                       | B-144  | Die alte Schule wurde von Helge Bojsen-Møller entworfen und dient heute als Schulheim. Es ist vollkommen symmetrisch. | 1914    | Dezember 2006 |      |       |
| Denkmalschutz                       | B-146  | Das simpel gebaute Gebäude war ursprünglich der Gymnastiksaal der Efterskole und wird heute als Volksschule genutzt. | 1939    | Dezember 2006 |      |       |
| Denkmalschutz                       | B-156  | Die 1932 erbaute frühere Mädchenschule wurde von Helge Bojsen-Møller gezeichnet und 1950 ausgebaut. Später diente das Gebäude als Wohnung für Personal und heute beherbergt es die Bibliothek. Das große Haus hat einen Monitor als zweiten Stock. | 1932    | Dezember 2006 |      |       |
| erhaltenswürdig                     | B-18   | Die Wohnung des Distriktarztes wurde 1916 von Sisimiut nach Aasiaat versetzt. Später wurden weitere Gebäude des Krankenhauskomplex angebaut. | 1916    | —             |      |       |
| erhaltenswürdig                     | B-25   | Das Einfamilienhaus wurde 1935 errichtet und in den 1980er Jahren instand gesetzt. | 1935    | —             |      |       |
| erhaltenswürdig                     | B-30   | Das frühere Postamt wurde 1895 als bretterverkleideter Fachwerkbau errichtet und später umgebaut. Heute ist das Gebäude außer Benutzung. | 1895    | —             |      |       |
| erhaltenswürdig                     | B-32   | Das Gebäude ist ebenfalls ein Fachwerkbau mit Holzverkleidung. Es dient als Laden, wurde 1840 errichtet und stark 1953 ausgebaut. | 1840    | —             |      |       |
| erhaltenswürdig                     | B-36   | Das alte Mannschaftshaus wurde 1863 als Stockwerkbau in der Nähe des Verwalterwohnhauses errichtet und Ende des 19. Jahrhunderts an seine heutige Position verlegt. Es diente später als Wohnung des Handelsassistenten. Es wurde später um Anbauten ergänzt und hat eine Terrasse mit Blick auf die Hafenbucht.                                                                                              | 1863    | —             |      |       |
| erhaltenswürdig                     | B-43   | Die andere Wohnung des Handelsassistenten wurde 1905 von Peter Anton Cortsen errichtet. Das Gebäude steht auf einem hohen Steinsockel und hat geschnitzte Balken. | 1905    | —             |      |       |
| erhaltenswürdig                     | B-55   | Einfamilienhaus | 1931    | —             |      |       |
| erhaltenswürdig                     | B-145  | Die frühere Wohnung des Efterskoleleiters samt Nebengebäude wurde 1927 errichtet und später als Wohnung des Schulinspektors genutzt. Der Architektur nach zu schließen wurde das Gebäude jedoch vermutlich bereits früher an anderer Stelle errichtet und erst dann hierhin gebracht. | 1927    | —             |      |       |
| erhaltenswürdig                     | B-200  | Die vier Warenlager B-200, B-201, B-207 und B-208 im Süden der kleinen Insel Qeqertannguaq sind alle erhaltenswürdig. | 1936    | —             |      |       |
| erhaltenswürdig                     | B-201  | Die vier Warenlager B-200, B-201, B-207 und B-208 im Süden der kleinen Insel Qeqertannguaq sind alle erhaltenswürdig. | 1931    | —             |      |       |
| erhaltenswürdig                     | B-207  | Die vier Warenlager B-200, B-201, B-207 und B-208 im Süden der kleinen Insel Qeqertannguaq sind alle erhaltenswürdig. B-207 und B-208 zeichnen sich durch ihre Fensterbänder auf dem Dachfirst aus, wodurch ein Laternendach entsteht. | 1941    | —             |      |       |
| erhaltenswürdig                     | B-208  | Die vier Warenlager B-200, B-201, B-207 und B-208 im Süden der kleinen Insel Qeqertannguaq sind alle erhaltenswürdig. B-207 und B-208 zeichnen sich durch ihre Fensterbänder auf dem Dachfirst aus, wodurch ein Laternendach entsteht. | 1944    | —             |      |       |
| erhaltenswürdig                     | B-396  | Das Wohnhaus hat ein Krüppelwalmdach, das sich über mehrere Anbauten zieht. An der Westseite befindet sich ein großer Erkerraum. Um das Haus herum befindet sich ein durch eine Steinmauer abgegrenzter Garten. Das Haus zeigt gut, wie es mit den wachsenden Ansprüchen der Bewohner mitwuchs. | 1949    | —             |      |       |
| erhaltenswürdig                     | B-399  | Hierbei handelt es sich um ein zweietagiges Wohnhaus mit flachem Krüppelwalmdach. Es ist eines der höchstliegenden Gebäude der Stadt und hat durch mehrere Anbauten eine hervorstechende Größe. | 1949    | —             |      |       |
| erhaltenswürdig                     | B-404  | Das Gebäude wurde als Einfamilienhaus errichtet und dient heute als Museum. | 1932    | —             |      |       |
| erhaltenswürdig                     | B-405  | Das alte Versammlungshaus dient heute als Lagergebäude. | 1934    | —             |      |       |
| erhaltenswürdig                     | B-414  | Das Gebäude ist ein Zweifamilienhaus von 1928. | 1928    | —             |      |       |
| erhaltenswürdig                     | B-442  | Das Wohnhaus wurde im Stil von Gebäuden von Grønlands Tekniske Organisation errichtet und dient als Gedenkhaus für Jørgen Brønlund. | 1957    | —             |      |       |
| erhaltenswürdig                     | B-474  | Wohnhaus | ????    | —             |      |       |
| erhaltenswürdig                     | B-627  | Die Hans Egedep Oqaluffia wurde von Ole Nielsen entworfen. Die Kirche ist ein großes Gebäude mit verschindeltem Walmdach. | 1964    | —             |      |       |
| erhaltenswürdig                     | B-1180 | Das alte Marktgebäude (Brædtet/Kalaalimineerniarfik) ist eine simple Pfeilerkonstruktion am Hafen. | 1985    | —             |      |       |
| besonders erhaltenswürdiger Bereich | C01    | Das Gebiet umfasst die alten Kolonialgebäude um den Niels Egedes Plads, an dessen freier Seite sich heute ins Ensemble passend das große Verwaltungsgebäude einfügt. | —       | —             |      |       |
| erhaltenswürdiger Bereich           | A14    | Der Bereich umfasst eine kleine Gruppe von Wohnhäusern auf der südwestlichen Straßenseite der Parpup Aqqutaa. Durch die architektonische Geordnetheit von Gebäuden mit Schleppdach nach Muster von Grønlands Tekniske Organisation entsteht hier eine Erhaltenswürdigkeit. | —       | —             |      |       |
| erhaltenswürdiger Bereich           | A19    | Das Gebiet ist ebenfalls eine Wohngegend im Nordosten der Stadt mit gleichmäßig verteilten Einfamilienhäusern aus den 1950er und 1960er Jahren. | —       | —             |      |       |
| erhaltenswürdiger Bereich           | C06    | Der Bereich liegt zwischen dem Krankenhaus und dem Wohngebiet A19 und umfasst die Bildungsinstitutionen der Stadt. Dadurch wird Aasiaat als Bildungszentrum Grönlands dargestellt. Von hier aus wurden ab den 1930er Jahren auch grönländischen Mädchen bessere Bildung geboten. | —       | —             |      |       |
| erhaltenswürdiger Bereich           | C16    | Der Bereich umfasst die ganze Insel Qeqertannguaq. Darauf befinden sich einige Warenlager und für die Fischerei bedeutende Gebäude. | —       | —             |      |       |

### Akunnaaq
| Typ             | Nr.   | Beschreibung                  | Baujahr | Datum | Bild | Beleg |
| --------------- | ----- | ----------------------------- | ------- | ----- | ---- | ----- |
| erhaltenswürdig | B-71  | Warenlager                    | ????    | —     |      |       |
| erhaltenswürdig | B-75  | Salzerei                      | 1948    | —     |      |       |
| erhaltenswürdig | B-83  | Warenlager                    | ????    | —     |      |       |
| erhaltenswürdig | B-85  | Wohnung des Udstedsverwalters | 1926    | —     |      |       |
| erhaltenswürdig | B-153 | Kirche                        | 1907    | —     |      |       |

### Kitsissuarsuit
| Typ             | Nr.   | Beschreibung                  | Baujahr | Datum | Bild | Beleg |
| --------------- | ----- | ----------------------------- | ------- | ----- | ---- | ----- |
| erhaltenswürdig | B-86  | Warenlager                    | ????    | —     |      |       |
| erhaltenswürdig | B-90  | Warenlager                    | ????    | —     |      |       |
| erhaltenswürdig | B-91  | Warenlager                    | ????    | —     |      |       |
| erhaltenswürdig | B-93  | Wohnung des Udstedsverwalters | ????    | —     |      |       |
| erhaltenswürdig | B-159 | alte Schule                   | ????    | —     |      |       |
| erhaltenswürdig | B-785 | neue Schule                   | ????    | —     |      |       |

## Distrikt Kangaatsiaq

### Kangaatsiaq
| Typ             | Nr.   | Beschreibung | Baujahr | Datum | Bild | Beleg |
| --------------- | ----- | --- | ------- | ----- | ---- | ----- |
| erhaltenswürdig | B-36  | Das Lagergebäude stammt vermutlich aus den frühen 1930ern und gehört zu den ältesten Gebäude am Hafen, die noch ihr ursprüngliches Aussehen bewahrt haben. | 1930er  | —     |      |       |
| erhaltenswürdig | B-55  | Die Kirche von Kangaatsiaq ist ein bretterverkleideter Fachwerkbau. Das Gebäude wurde 1920 auf einem Natursteinsockel erbaut und Ende der 1980er Jahre nach Plänen von Ole Nielsen ausgebaut. Dabei wurden ein Vorhäuschen und ein Büro angebaut sowie ein spitzer Dachreiter aufgesetzt. Am östlichen Giebel befindet sich eine Bodenluke mit Dachwinde. Um die Kirche herum befinden finden sich ein Glockenhaus und eine Kapelle. | 1920    | —     |      |       |
| erhaltenswürdig | B-303 | Das als Unterbringung fungierende Gebäude steht auf Pfählen, die mit Holzbrettern bedeckt sind, und hat ein recht flaches Satteldach. | 1957    | —     |      |       |